# Bissendorfer Moor

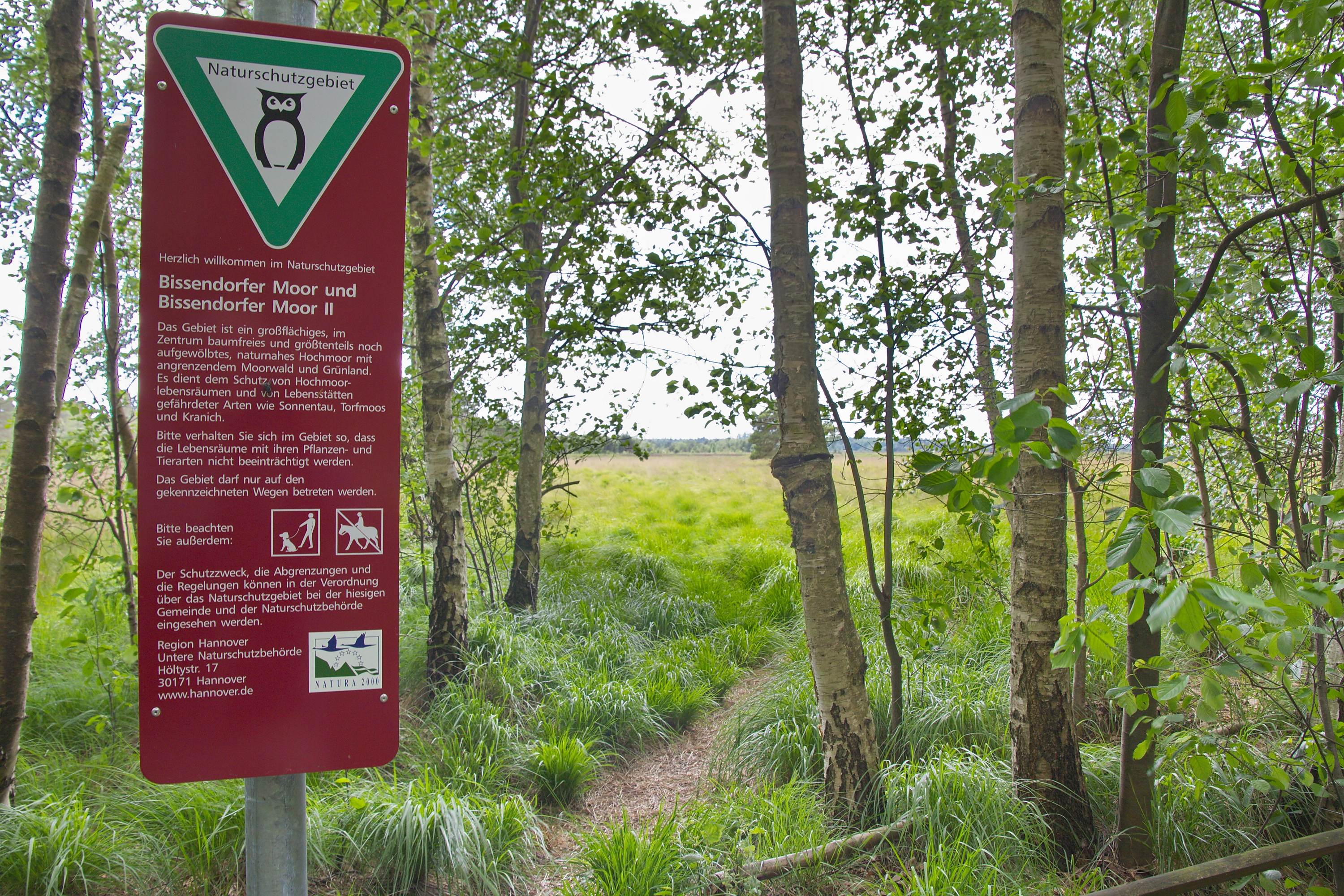
Hinweistafel am Moor

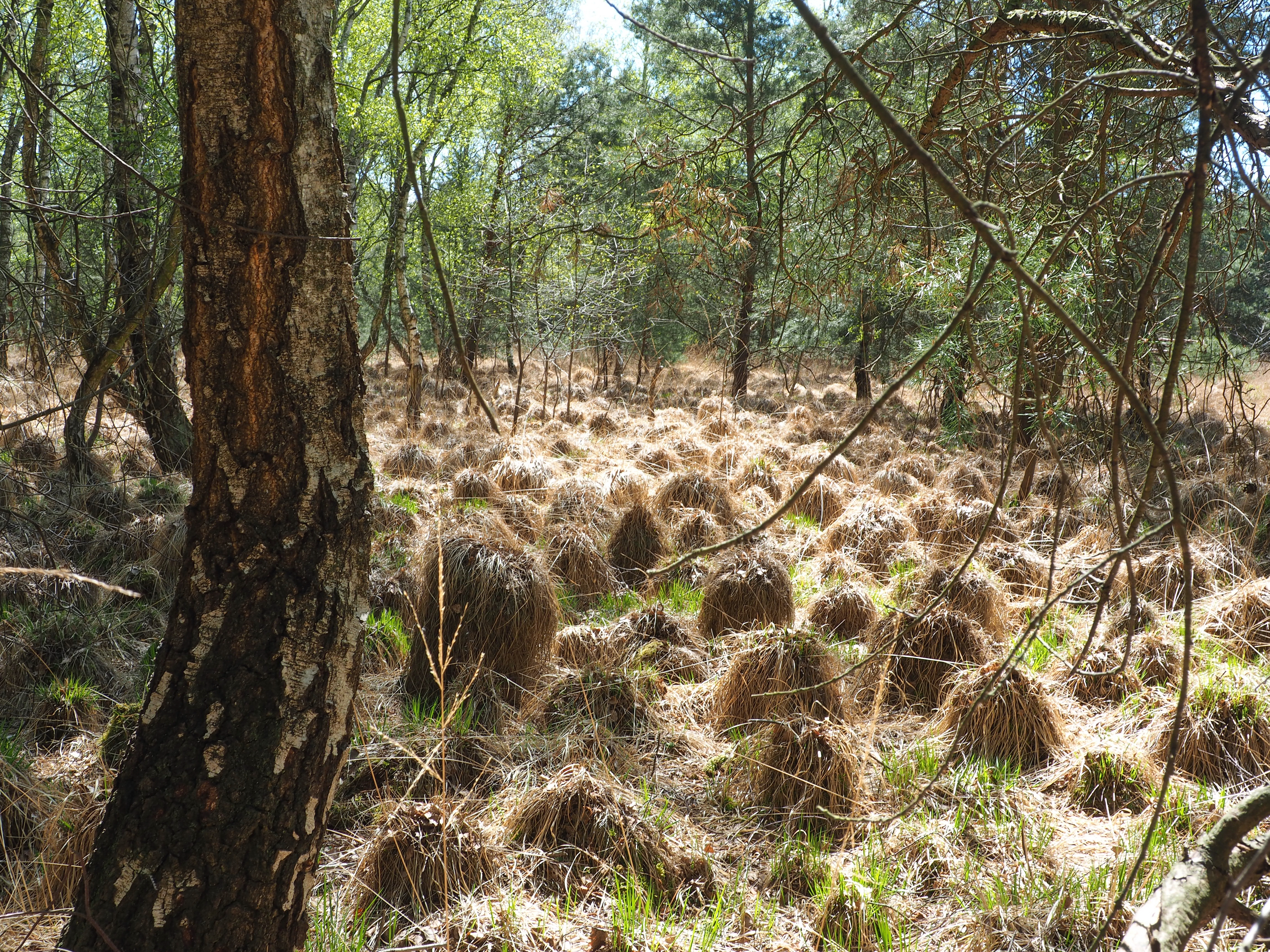
Mit Gräsern oder Moos bewachsene Bodenerhebungen, sog. Bulte (2021)

Das Bissendorfer Moor ist eine 710 ha große Hochmoorfläche westlich von Bissendorf in der Wedemark und zu einem großen Teil auch auf dem Gemeindegebiet von Langenhagen im Ortsteil Kaltenweide. Es liegt innerhalb der Hannoverschen Moorgeest. Das Bissendorfer Moor gilt als das am besten erhaltene Hochmoor in Niedersachsen. Es ist Teil eines gleichnamigen, rund 500 ha großen Naturschutz- und FFH-Gebietes. Die Mächtigkeit der Torfschicht beträgt bis zu 7 m. Ein historisch bedeutsamer Ort ist der schon zu Langenhagen gehörende Muswillensee.

## Entstehung
Das Moor entstand vor etwa 3.000 Jahren aus einem Sumpf, der von Bruchwald bestanden war. Etwa zur gleichen Zeit bildete sich der im Süden des Moores liegende Hochmoorsee Muswillensee. Die Moorfläche war einst rund 1.000 ha groß. Im Laufe der Zeit wurden 200 ha landwirtschaftlich kultiviert und rund 700 dienten dem Torfstich.

## Beschreibung
Das Bissendorfer Moor ist ein naturnahes Hochmoor, das großflächig baumfrei ist. Die Moorfläche ist uhrglasartig aufgewölbt und  in den Feuchtbereichen herrscht die typische Moorvegetation mit Moosen und Torfmoosen. Auf den trockneren Flächen sind es Glocken-Heide und Besenheide sowie Wollgräser. An den Randflächen gibt es an Baumarten Birken und Kiefern.
Als ein Torfunternehmen seine Abbaufläche im Moor vergrößern wollte, erfolgte 1971 die Unterschutzstellung als Naturschutzgebiet auf fast 500 ha Fläche. Eine Untersuchung des Moores 1977 ergab, dass es 108 verschiedene Moosarten gab, was im Vergleich zu anderen Mooren ungewöhnlich hoch ist. Die Zahl der Arten bei den Blütenpflanzen betrug 80, wobei die meisten aber nicht auf der zentralen Hochfläche des Moores vertreten waren. Im Herbst dient das Bissendorfer Moor als Rastplatz für Kraniche. Im Moor gab es bis in die frühen 1980er Jahre die vom Aussterben bedrohten Birkhühner.
Es ist beabsichtigt, mit dem Bissendorfer Moor ein intaktes Hochmoor zu renaturieren. Dazu wird die Moorfläche regelmäßig gegen Baumwuchs entkusselt. Die zum Abtorfen angelegten Entwässerungsgräben sollen im Rahmen des LIFE+ Projektes „Hannoversche Moorgeest“ verfüllt werden. Weiterhin werden Dämme aus Torf gebaut, um Niederschlagswasser möglichst lange im Moor zu halten.

## Entwicklung des Gebietes
Im Rahmen des LIFE+-Projekts „Hannoversche Moorgeest“ sollen bis 2023 mehrere Moore auf einer Fläche von 2.240 Hektar, darunter das Bissendorfer Moor, ökologisch aufgewertet werden. Zur Optimierung der Regenwasserrückhaltung sollen bisherige Entwässerungen zurückgebaut und neue Dämme und Staue angelegt werden. Zusätzlich wurden schon Flächen entkusselt, Kleingewässer freigestellt und Grünlandbereiche extensiviert.
Die Fläche des Hochmoores selbst zu betreten ist nicht gestattet. Jedoch sind im Norden und im Süden der geschützten Moorfläche jeweils ein Beobachtungsturm installiert, die über begrenzte Wege zugänglich sind und die Aussicht gestatten. Informationstafeln unterrichten Interessierte vor Ort und an den Wegrändern.